# Lijst van afleveringen van War of the Worlds
Dit is een lijst van afleveringen van War of the Worlds.
De afleveringen staan getoond in de volgorde waarin ze werden uitgezonden.

## Seizoen 1
| Nr. | Titel                       | Originele uitzenddatum | Samenvatting |
| --- | --------------------------- | ---------------------- | --- |
| 1   | The Resurrection            | 7 oktober 1988         | In 1953 vond een wereldwijde invasie plaats op aarde door een geavanceerd buitenaards ras. Dit zou de ondergang van de mensheid hebben betekend, ware het niet dat de aliens door bacteriën werden uitgeschakeld en in een schijndood belandden. 35 jaar later worden de aliens echter gewekt en gaan verder waar ze gestopt zijn. |
| 2   | The Walls of Jericho        | 10 oktober 1988        | Nadat er al een tijdje niets is vernomen van de aliens proberen een aantal hooggeplaatste officieren het Blackwood Project te stoppen. Ondertussen zoeken de aliens een bescherming tegen zowel bacteriën als de ioniserende straling in hun schuilplaats.                                                                         |
| 3   | Thy Kingdom Come            | 17 oktober 1988        | De aliens reizen naar Canada om meer van hun soortgenoten te wekken uit hun schijndood. De enige manier waarop de leden van het Blackwood Project hun kunnen vinden is met behulp van Sylvian Van Buren. |
| 4   | A Multitude of Idols        | 24 oktober 1988        | De aliens beginnen met een operatie om te integreren in de menselijke samenleving. Hierdoor kunnen ze wereldwijd agenten verspreiden. |
| 5   | Eye for an Eye              | 31 oktober 1988        | Terwijl het plaatsje Grovers Mill het 50-jarig jubileum viert van het hoorspel waarmee het beroemd is geworden, weten de inwoners niet wat er werkelijk gebeurd is die nacht in 1938 en ook niet dat de Martianen terug zijn gekeerd.                                                                                              |
| 6   | The Second Seal             | 7 november 1988        | De aliens beginnen te infiltreren in een militaire basis in de hoop een lijst te bemachtigen waarop de locaties staan van 10.000 soortgenoten. |
| 7   | Goliath is My Name          | 14 november 1988       | Een fantasiespel en werkelijkheid beginnen door elkaar te lopen voor studenten wanneer de aliens de campus aanvallen om een dodelijke biologische substantie te stelen. Het gaat van kwaad tot erger wanneer een alien zelf wordt blootgesteld aan het spul en veranderd in een mentaal onstabiele woesteling.                     |
| 8   | To Heal the Leper           | 21 november 1988       | De Advocacy’s collectieve raad komt in gevaar wanneer een van de leden ziek wordt. Dit brengt de aliens zelf ook in groot gevaar. |
| 9   | The Good Samaritan          | 26 december 1988       | De aliens hebben een dodelijk gif gemaakt. Ze willen een miraculeuze nieuwe ontwikkeling om de wereld van voedsel te voorzien gebruiken voor massavergiftiging. |
| 10  | Epiphany                    | 2 januari, 1989        | De aliens maken misbruik van de gewelddadige aart van de mensheid om de mensheid zichzelf uit te laten roeien. |
| 11  | Among the Philistines       | 9 januari 1989         | Het Blackwood Project zet een val voor de aliens. Dit gaat echter fout wanneer de aliens weten te infiltreren in de cottage. |
| 12  | Choirs of Angels            | 16 januari 1989        | De aliens verstoppen een subliminale boodschap in een muzieknummer om een briljante wetenschapper in hun macht te krijgen. Ze willen dat hij voor hen een geneesmiddel tegen bacteriën maakt. |
| 13  | Dust to Dust                | 23 januari 1989        | De diefstal van een Indiaans object veroorzaakt grote woede bij Ironhorse. Het object trekt echter ook de aandacht van de aliens aangezien er iets in zit dat hoort bij hun oude oorlogsmachines. |
| 14  | He Feedeth Among the Lilies | 30 januari 1989        | Om hun problemen beter aan te pakken ontvoeren de aliens een aantal mensen met het plan hun immuunsysteem te bestuderen. |
| 15  | The Prodigal Son            | 6 februari 1989        | Het blijkt dat in 1953 een alien niet ten prooi viel aan de bacteriën. Deze alien heeft zich echter tegen zijn mede-aliens gekeerd en streeft zijn eigen doelen na. Hij gebruikte en bijeenkomst tussen Blackwood en de Verenigde Naties om zijn eigen plan voor wereldoverheersing in gang te zetten.                             |
| 16  | The Meek Shall Inherit      | 13 februari 1989       | De aliens willen de menselijke samenleving ontwrichten door alle vormen van communicatie uit te schakelen. |
| 17  | Unto Us a Child is Born     | 20 februari 1989       | Een zwangere vrouw bevalt van haar kind na te zijn overgenomen door een alien. De aliens zien dit kind als hun grootste kans op immuniteit tegen bacteriën en doen alles om het in handen te krijgen. |
| 18  | The Last Supper             | 6 maart 1989           | Een geheime bijeenkomst tussen landen wordt gehouden om de bedreiging van de aliens te bespreken. De aliens ontdekken de bijeenkomst en willen deze aangrijpen om alle verzet tegen hen in een keer de kop in te drukken. |
| 19  | Vengeance is Mine           | 17 april 1989          | Ironhorse krijgt te maken met een fout die geen enkele soldaat ooit hoopt te maken: hij dood per ongeluk een onschuldige burger. |
| 20  | My Soul to Keep             | 24 april 1989          | De tijd om zich te reproduceren en hun leger uit te breiden breekt aan voor de aliens. De nieuw geboren aliens worden echter bedreigt door de ioniserende straling in hun schuilplaats. De overige aliens ondernemen een riskante operatie om hun toekomst veilig te stellen.                                                      |
| 21  | So Shall Ye Reap            | 1 mei 1989             | De aliens infiltreren in de illegale drugshandel om een eigen drug te verspreiden die mensen in wrede moordenaars veranderd. |
| 22  | The Raising of Lazarus      | 8 mei 1989             | Een vreemde buitenaardse capsule wordt gevonden en meegenomen naar een nucleair onderzoekscentrum. Het Blackwood Project wordt erbij gehaald om de capsule te onderzoeken. Hun autoriteit wordt echter al snel overgenomen door een mysterieus tweede team onder de naam Project 9.                                                |
| 23  | The Angel of Death          | 15 mei 1989            | Zowel Blackwood als de Aliens krijgen de verrassing van hun leven door de komst van een andere alien genaamd een Quar’To. Deze Quar’To begint meteen met het opsporen en uitroeien van de Mor-Taxans. Maar is deze vreemde vijand van de Mor-Taxans de vriend van de mensen, of een nieuwe nog veel ergere tegenstander?           |

## Seizoen 2
| Nr. | Titel                 | Originele uitzenddatum |
| --- | --------------------- | ---------------------- |
| 24  | The Second Wave       | 2 oktober 1989         |
| 25  | No Direction Home     | 9 oktober 1989         |
| 26  | Doomsday              | 16 oktober 1989        |
| 27  | Terminal Rock         | 23 oktober 1989        |
| 28  | Breeding Ground       | 30 oktober 1989        |
| 29  | Seft of Emun          | 6 november 1989        |
| 30  | Loving the Alien      | 13 november 1989       |
| 31  | Night Moves           | 20 november 1989       |
| 32  | Synthetic Love        | 15 januari 1990        |
| 33  | The Defector          | 22 januari 1990        |
| 34  | Time to Reap          | 29 januari 1990        |
| 35  | The Pied Piper        | 5 februari 1990        |
| 36  | The Deadliest Disease | 12 februari 1990       |
| 37  | Path of Lies          | 19 februari 1990       |
| 38  | Candle in the Night   | 9 april 1990           |
| 39  | Video Messiah         | 16 april 1990          |
| 40  | Totally Real          | 23 april 1990          |
| 41  | Max                   | 30 april 1990          |
| 42  | The True Believer     | 7 mei 1990             |
| 43  | The Obelisk           | 14 mei 1990            |

## Referentie
- Paramount's Syndication Bible